# Moisés Véliz
Moisés Manuel Véliz Rodríguez (ur. 18 września 2004 w mieście Panama) – panamski piłkarz występujący na pozycji ofensywnego pomocnika, od 2025 roku zawodnik amerykańskiego Huntsville City.